# Patrick Roest
Patrick Roest (* 7. Dezember 1995 in Lekkerkerk) ist ein niederländischer Eisschnellläufer.

## Werdegang
Roest hatte seine ersten internationalen Erfolge bei den Juniorenweltmeisterschaften 2014 in Bjugn. Dort gewann er Bronze über 1500 m, Silber über 5000 m und Gold im kleinen Vierkampf. Im folgenden Jahr holte er bei den Juniorenweltmeisterschaften in Warschau die Bronzemedaille über 500 m, jeweils die Silbermedaille über 1000 m und 5000 m und jeweils die Goldmedaille über 1500 m, in der Teamverfolgung und im Mehrkampf. Im Dezember 2015 startete er in Inzell erstmals im Weltcup und belegte dabei in der Division B den 15. Platz über 1500 m. Zu Beginn der Saison 2016/17 holte er in der Teamverfolgung in Harbin seinen ersten Weltcupsieg. Im weiteren Saisonverlauf kam er in den Einzelrennen neunmal unter die ersten Zehn, darunter Platz drei über 1500 m in Heerenveen und Rang zwei über 1500 m in Stavanger. Zudem errang er in Heerenveen den zweiten Platz in der Teamverfolgung. Im Februar 2017 wurde er bei den Einzelstreckenweltmeisterschaften in Gangwon Sechster über 1500 m. Im folgenden Monat holte er bei der Mehrkampfweltmeisterschaft in Hamar die Silbermedaille im großen Vierkampf. Die Saison beendete er auf dem achten Platz im Weltcup über 5000/10.000 m und auf dem dritten Platz im Weltcup über 1500 m. Im folgenden Jahr gewann er bei den Olympischen Winterspielen 2018 in Pyeongchang die Bronzemedaille in der Teamverfolgung und die Silbermedaille über 1500 m und bei der Mehrkampfweltmeisterschaft in Amsterdam die Goldmedaille.
In der Saison 2018/19 siegte Roest im Weltcup zweimal über 5000 m und einmal in der Teamverfolgung. Zudem errang er über 1500 m einmal den zweiten und zweimal den dritten Platz und über 5000 m jeweils einmal den zweiten und dritten Platz. Er erreichte damit den vierten Platz im Gesamtweltcup über 5000/10.000 m. Bei der Mehrkampfeuropameisterschaft im Januar 2019 in Klobenstein gewann er die Silbermedaille im Vierkampf. Bei den Einzelstreckenweltmeisterschaften 2019 in Inzell holte er über 5000 und 10.000 m jeweils die Silbermedaille. Zudem errang er dort über 1500 m den siebten Platz. Anfang März 2019 gewann er bei der Mehrkampfweltmeisterschaft in Calgary die Goldmedaille. In der Saison 2019/20 holte er mit fünf Siegen den Gesamtweltcup über 5000/10.000 m und den vierten Rang im Gesamtweltcup über 1500 m. Bei den Europameisterschaften 2020 in Heerenveen holte er Bronze über 1500 m und jeweils Gold in der Teamverfolgung und über 5000 m. Bei den Einzelstreckenweltmeisterschaften 2020 in Salt Lake City wurde er Zehnter über 1500 m und Achter über 10.000 m und gewann bei der Mehrkampfweltmeisterschaft im Hamar die Goldmedaille. In der folgenden Saison gewann er beide Langdistanzrennen und damit erneut den Gesamtweltcup über 5000/10.000 m. Beim Saisonhöhepunkt, den Einzelstreckenweltmeisterschaften 2021 in Heerenveen, holte er Bronze über 1500 m, Silber über 5000 m und Gold in der Teamverfolgung.
Roest führt den Adelskalender seit März 2019 mit einer Bestleistung von 144,690 Punkten an.

## Persönliche Bestzeiten
- 500 m      35,74 s (aufgestellt am 2. März 2019 in Calgary)
- 1000 m    1:09,04 min (aufgestellt am 23. Februar 2019 in Calgary)
- 1500 m    1:42,56 min (aufgestellt am 10. März 2019 in Salt Lake City)
- 3000 m    3:35,26 min (aufgestellt am 19. Dezember 2020 in Heerenveen)
- 5000 m    6:02,98 min (aufgestellt am 28. Januar 2024 in Salt Lake City)
- 10.000 m   12:35,20 min (aufgestellt am 28. Dezember 2020 in Heerenveen)

## Teilnahmen an Weltmeisterschaften und Olympischen Winterspielen

### Olympische Spiele
- 2018 Pyeongchang: 2. Platz 1500 m, 3. Platz Teamverfolgung
- 2022 Peking: 2. Platz 5000 m, 2. Platz 10.000 m

### Einzelstrecken-Weltmeisterschaften
- 2017 Gangwon: 6. Platz 1500 m
- 2019 Inzell: 2. Platz 5000 m, 2. Platz 10.000 m, 7. Platz 1500 m
- 2020 Salt Lake City: 8. Platz 10.000 m, 10. Platz 1500 m
- 2021 Heerenveen: 1. Platz Teamverfolgung, 2. Platz 5000 m, 3. Platz 1500 m, 7. Platz 10.000 m

### Mehrkampf-Weltmeisterschaften
- 2017 Hamar: 2. Platz Großer Vierkampf
- 2018 Amsterdam: 1. Platz Großer Vierkampf
- 2019 Calgary: 1. Platz Großer Vierkampf
- 2020 Hamar: 1. Platz Großer Vierkampf
- 2022 Hamar: 2. Platz Großer Vierkampf

## Weltcupsiege

### Weltcupsiege im Einzel
| Nr. | Datum             | Ort                 | Disziplin |
| --- | ----------------- | ------------------- | --------- |
| 1.  | 18. November 2018 | Obihiro             | 5000 m    |
| 2.  | 9. März 2019      | Salt Lake City      | 5000 m    |
| 3.  | 15. November 2019 | Minsk               | 5000 m    |
| 4.  | 22. November 2019 | Tomaszów Mazowiecki | 5000 m    |
| 5.  | 7. Dezember 2019  | Nur-Sultan          | 10.000 m  |
| 6.  | 8. Februar 2020   | Calgary             | 5000 m    |
| 7.  | 7. März 2020      | Heerenveen          | 5000 m    |
| 8.  | 24. Januar 2021   | Heerenveen          | 5000 m    |
| 9.  | 31. Januar 2021   | Heerenveen          | 5000 m    |
| 10. | 12. November 2022 | Stavanger           | 5000 m    |
| 11. | 19. November 2022 | Heerenveen          | 5000 m    |
| 12. | 10. Dezember 2022 | Calgary             | 5000 m    |
| 13. | 12. November 2023 | Obihiro             | 5000 m    |
| 14. | 18. November 2023 | Peking              | 5000 m    |
| 15. | 10. Dezember 2023 | Tomaszów Mazowiecki | 5000 m    |
| 16. | 28. Januar 2024   | Salt Lake City      | 5000 m    |

### Weltcupsiege im Team
| Nr. | Datum             | Ort                 | Disziplin        |
| --- | ----------------- | ------------------- | ---------------- |
| 1.  | 12. November 2016 | Harbin              | Teamverfolgung 1 |
| 2.  | 23. November 2018 | Tomakomai           | Teamverfolgung 2 |
| 3.  | 24. November 2019 | Tomaszów Mazowiecki | Teamverfolgung 2 |
| 4.  | 14. November 2021 | Tomaszów Mazowiecki | Teamverfolgung 3 |